# 랜드 앤 프리덤
《랜드 앤 프리덤》(Land and Freedom)은 짐 앨런이 쓴 각본을 바탕으로 영국의 영화 감독 켄 로치가 감독한 에스파냐 내전 당시 좌익계 민병대원들을 그린 영화다. 이 영화는 영국 공산당 당원인 실업자 데이비드 카(이언 하트)가 에스파냐 내전에서 공화파로 참전한 이야기다.
이 영화는 칸 영화제 심사위원상과 국제 영화 비평가 협회의 국제비평가상을 수상했다.

## 줄거리
1936년 리버풀의 모임에서 한 남자가 노동자들의 에스파냐 내전 참전을 독려하는 열정적인 연설을 한다. 이 연설을 듣던 데이비드 카는 공산당 당원이면서 동시에 실업급여를 받는 실업자 생활에도 염증을 느끼고 탈출구를 찾던 터였다. 그는 즉석에서 프란시스코 프랑코의 보수파 세력에 맞서 공화국을 수호하고자 에스파냐로 가기로 결정한다. 프랑스를 거쳐 에스파냐로 가는 기차 안에서 카는 마르크스주의자 통합 노동자당(POUM)(Workers' Party of Marxist Unification, 스페인어: Partido Obrero de Unificación Marxista, 카탈루냐어: Partit Obrer d'Unificació Marxista) 민병대에 합류하려는 시민군들을 만나게 되어 POUM을 알게 된다. 그도 그들을 따라 POUM민병대에 가담했지만, 스탈린주의자들의 배신으로 좌익 세력이 분열되자 카는 공산당원으로서 스탈린주의자들에 합류한다. 그러나, 그는 다시 POUM민병대로 돌아간다.

## 출연
- 이언 하트 - 데이비드

## KBS 성우진 (1999년 6월 13일)
- 홍시호 - 데이비드(이언 하트)
- 김태연
- 김정미
- 김창주
- 김영민
- 최병상
- 정옥주
- 김혜미
- 홍승섭
- 김수중
- 남기원
- 오인성
- 전인배

## 같이 보기
- 에스파냐 내전
- 국제여단
- 켄 로치 감독